# 愛知こどもの国
愛知こどもの国（あいちこどものくに）は、愛知県西尾市東幡豆町南越田3番地にある愛知県立の児童遊園地。指定管理者の特定非営利活動法人フロンティア西尾が管理・運営している。

## 概要
愛知県政100周年を記念して「こどもと自然との対話、こどもとこどもの対話、こどもと親との対話」をテーマに1974年（昭和49年）10月29日、当時の幡豆郡幡豆町に開園した児童遊園施設で、園内は管理棟のある中央広場をはさみ、東側のあさひが丘と西側のゆうひが丘に分かれている。年間を通じて催し物が開催されている。一部の施設と乗り物が有料だが、入園は無料となっている。
園内のゆうひが丘を走るミニSLのこども汽車は軌間が762mmで、2編成が愛知こどもの国の開園に際して福島県にある協三工業で新しく造られたものである。
2011年（平成23年）8月より存廃問題が議論されていたが、2013年（平成25年）3月25日に「フロンティア西尾」というNPO法人に運営を委託してプール・動物広場を廃止することを条件に、当分の間は存続する方針が決定した。

## 沿革
- 1974年（昭和49年）10月29日：「愛知こどもの国」開園。
- 1974年（昭和49年）11月：皇太子夫妻（現在の上皇・ 上皇后）が視察。
- 1979年（昭和54年）11月：皇太子妃美智子（現在の上皇后）、紀宮清子内親王（現在の黒田清子）と旅行で来園。
- 1999年（平成11年）4月：「愛知こどもの国協会」が関係2団体と統合し「財団法人愛知公園協会」発足。
- 2013年（平成25年）3月：「行政大綱に係る重点改革プログラム」（平成23年12月公表）に基づき「愛知こどもの国の見直し案」を策定[5]。
- 2014年（平成26年）
  - 3月18日：公式Facebookページを作成[6]。
  - 4月：指定管理者として特定非営利活動法人フロンティア西尾を指定[5][7]。
- 2017年（平成29年）4月15日：公式Instagramを開設[8]。
- 2019年（令和元年）12月20日：公式Youtubeチャンネルを開設[9]。
- 2020年（令和2年）3月：公式Twitterアカウントを開設[10]。こども汽車の撮影会募集を開始[11]。
- 2023年（令和5年）5月：こども汽車の撮影会・ヘッドマークの掲示の新規募集を停止[12]。

## 施設

### 概要
三河湾を眺望できる約100万平方メートルの広大な敷地に、各種遊具のほか乗り物や食堂施設などがある。
園内の移動はランドトレインという乗り物が往来しており300円/1人（1日券）で利用できる。但し、乗り物休業日には運休される。
なお、隣接地の2ヶ所の有料駐車場と冬季に営業されるスケートリンクは民間の別の会社で、愛知こどもの国の施設ではない。

### あさひが丘
- 運動広場：変わり種自転車、グラウンドゴルフなど（各種とも利用日に制限あり）。
- 遊具広場：全長130mのアスレチック遊具「巨大ドラゴン」。
- 愛知万博の会場となった旧愛知青少年公園から移された長さ100メートルのローラー滑り台。
- キャンプ場：デーキャンプは通年、宿泊キャンプは5月16日～9月30日（有料・予約制）。
- アスレチック：木製アスレチックは、2015年（平成27年）1月に撤去。
- ぼうけん広場：全長48mのローラー滑り台、ザイルクライミング。
- いかだ池

### ゆうひが丘
- こども汽車：約1kmの周回コースを7分かけて走行（有料・乗り物休業日あり）。
- 自由広場：電動式ミニカー（有料・乗り物休業日あり）。
- ゴーカート：1周510mのセンターレール方式のコースを3分かけて走行（有料・乗り物休業日あり）。
- ゆうひ棟：わくわく工房（一部有料の行事日あり・月曜日休業日、祝日の場合は翌日振りかえ）→毎月違った楽しい工作を体験できる。
- 展望広場：前島のタイダル・アイランド現象がみられる絶好スポット。

### 中央広場
- 多目的ホール：さまざまな科学実験を楽しむことができるコーナーがある。またペットボトルロケットなど科学工作の特設イベントが開催されている。
- えほんひろば：親子でえほんを読みながら、ゆっくり過ごすことができる。
- つみきひろば：1万個ものヒノキのつみきがあり、つみき写真コンテストも行われている。

## 休園日・休業日

### 休園日
- 入園はできない。
  - 年末年始（12月29日〜1月1日）。

### 乗り物休業日
- 入園はできる。
  - 毎週月曜日（祝日の場合は翌日振りかえ）だが、夏休み期間中は毎日営業。その他に臨時営業日がある。

### 食堂休業日
- 入園はできる。
- スマイル（ゆうひ棟内）土・日・祝営業（雨天時、閉店の時あり）。
  - 休業日：月曜日・木曜日（祝日の場合は翌日）。

## ギャラリー

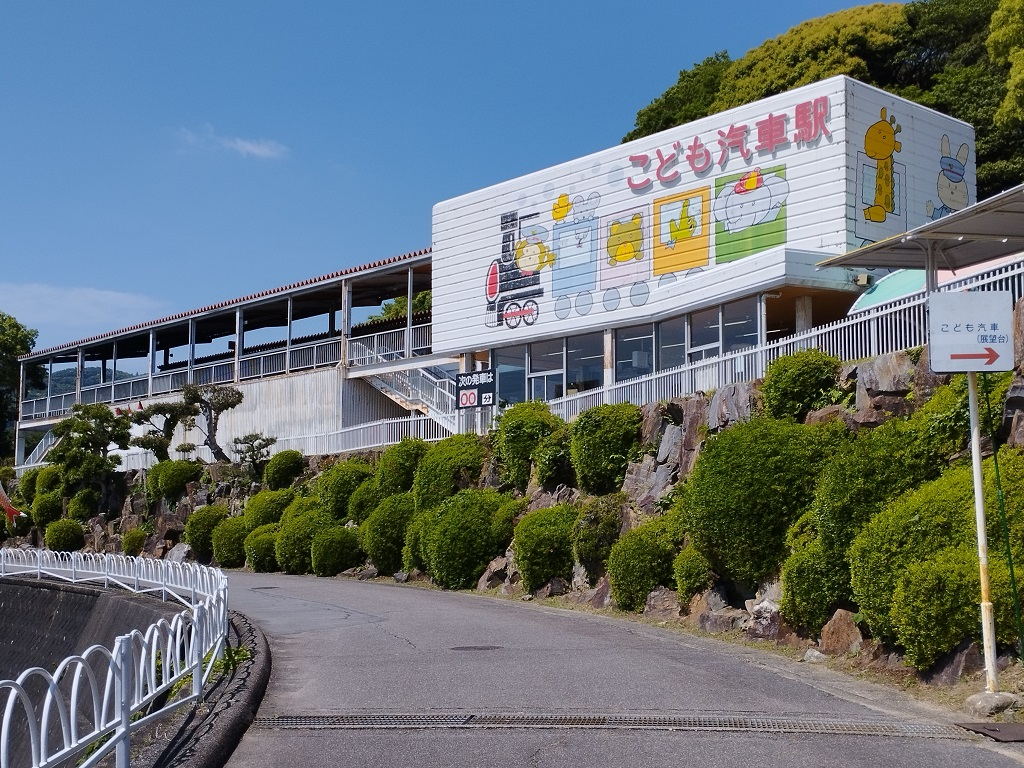
こども汽車駅
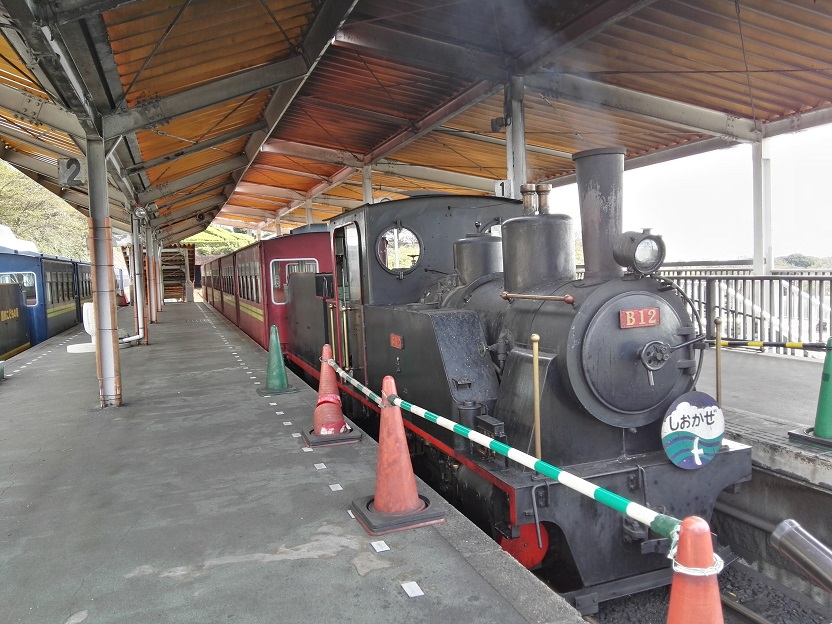
こども汽車
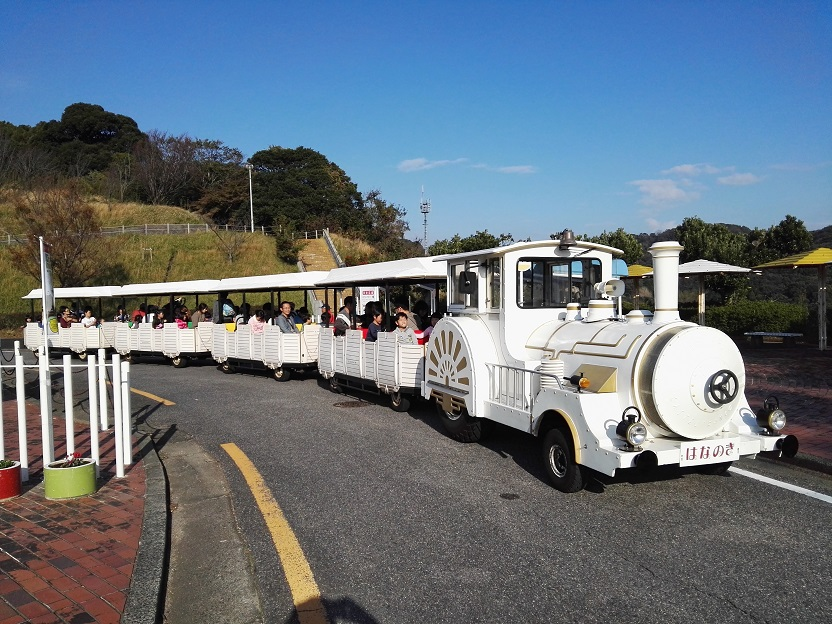
ランドトレイン

## アクセス

### 鉄道アクセス
- 名鉄西尾線 吉良吉田駅、またはJR東海道本線 蒲郡駅から名鉄蒲郡線に乗り換えて、こどもの国駅下車、徒歩で約15分。

### 自動車
- 国道247号の東幡豆根ノ上交差点を南へ、こどもの国西交差点より愛知県道330号愛知こどもの国線に入り、坂を登る。
  - 隣接地に民営の有料駐車場が2ヶ所ある。